# Cadlina kamchatica
Cadlina kamchatica is een slakkensoort uit de familie van de Cadlinidae. De wetenschappelijke naam van de soort werd voor het eerst geldig gepubliceerd in 2015 door Korshunova, Picton, Sanamyan en Martynov.